# Red Amick
Red Amick (n. 19 ianuarie 1929 - d. 16 mai 1995) a fost un pilot de curse auto american care a evoluat în Campionatul Mondial de Formula 1 între anii 1959 și 1960.